# محمدرضا ظفرقندی
محمدرضا ظفرقندی (زادهٔ ۱ فروردین ۱۳۳۷) پزشک و سیاستمدار اصلاح‌طلب ایرانی است که از سال ۱۴۰۳ سمت وزیر بهداشت، درمان و آموزش پزشکی را برعهده دارد. وی پیش از این از ۱۳۹۷ تا ۱۴۰۰ رئیس سازمان نظام پزشکی ایران بود.
ظفرقندی فوق تخصص جراحی عروق و استاد تمام دانشگاه علوم پزشکی تهران و محل کار او بیمارستان سینا است. او پژوهش‌هایی در زمینه درمان بیماران تروما و همچنین مجروحان شیمیایی جنگ ایران و عراق انجام داده است.

## زندگی شخصی و تحصیلات
ظفرقندی در ۱ فروردین ۱۳۳۷ در محله سرچشمه تهران به دنیا آمد. او چهار خواهر و یک برادر دارد و دو خواهرش نیز پزشک هستند. دوران ابتدایی تا دبیرستان را در مدرسه علوی به آموختن پرداخت و در طول تحصیل عضو گروه فوتبال مدرسه بود و همچنین والیبال و شنا را با جدیت پیگیری می‌کرد. و در سال تحصیلی ۱۳۵۴–۱۳۵۵ فارغ‌التحصیل شد. او در سال ۱۳۵۵ که کنکور داشت، به شدت تحت تأثیر فعالیت‌های انقلابی علی شریعتی بود و در سخنرانی‌های او شرکت می‌کرد.
ظفرقندی همزمان با معلمی در سال ۱۳۵۵ در رشته پزشکی دانشگاه تهران قبول و ادامه تحصیل داد. او سال نخستی که وارد دانشگاه شد دبیر هم بود و درس می‌داد. او همچنین یکی از پایه‌گذاران مدرسه مفید بود که در سال ۱۳۵۶ شکل گرفت. او ابتدای حضور در دانشگاه وارد انجمن اسلامی دانشجویان شد و عضو شورای مرکزی دانشگاه تهران شد. ظفرقندی ۱۵ سال در آموزش و پرورش تدریس کرد.
او در سال ۱۳۶۱ ازدواج کرد و دو دختر و یک پسر دارد. ظفرقندی در سال ۱۳۶۲ درحالی که هنوز دستیار تخصصی رشته جراحی عمومی بود، برای کمک به مصدومین جنگ، به عنوان جراح داوطلب به جبهه جنگ ایران و عراق اعزام شد. پس از بازگشت از جنگ و اتمام دوره دستیاری جراحی در دانشگاه علوم پزشکی تهران، در سال ۱۳۶۸ به درجه استادیاری نائل و سپس در سال ۱۳۷۰، دوره فلوشیپ جراحی عروق و تروما را در دانشگاه علوم پزشکی شهید بهشتی آغاز کرد، رشته دلخواهی که ثمره آن راه‌اندازی بخش جراحی عروق در سال ۱۳۷۴ در دانشگاه علوم پزشکی تهران شد. ظفرقندی در سال ۱۳۷۴، موفق به راه‌اندازی مرکز تحقیقات تروما در بیمارستان سینا شد و در سال ۱۳۸۳ به درجه استاد تمامی دانشگاه نائل شد.

## فعالیت‌ها
ظفرقندی از زمره اصلاح‌طلبان فعال در جامعه پزشکی است. وی دبیر کلی انجمن اسلامی جامعه پزشکی ایران که یک حزب اصلاح‌طلب تلقی می‌شود را بر عهده دارد. او همچنین رئیس دوره‌ای شورای هماهنگی جبهه اصلاحات بوده است. وی از حامیان مصطفی معین در انتخابات ریاست‌جمهوری ۱۳۸۴ و از حامیان حسن روحانی در انتخابات ریاست‌جمهوری ۱۳۹۲ بود.
او در دوره پاندمی کرونا به عنوان رئیس سازمان نظام پزشکی ایران به روحانی نسبت به عواقب تعجیل در بازگشایی اماکن تجمعی هشدار داد و در سال ۱۳۹۹ خواهان تعویق بازگشایی اماکن عمومی شد.
وی همچنین هزینه خرید واکسن کووید-۱۹ آکسفورد–آسترازنکا را بالا دانسته و زمان مصونیت آن را سه ماه دانسته و از همین روی خرید آن را غیر مقرون به صرفه و خارج از توان ایران اعلام مکرده و مشکل اصلی کرونا در ایران را محدودیت در مدیریت کرونا به علت تحریم‌های آمریکا بیان کرد.
همچنین وی به همراه ایرج فاضل، مصطفی معین در ۲۱ دی ۱۳۹۹ یک روز پس از اعلام ممنوعیت واردات واکسن کرونا توسط علی خامنه‌ای، با نوشتن نامه‌ای به روحانی خواهان ورود واکسن به ایران بدون توجه به مسائل سیاسی، با استفاده از تمام ظرفیت‌های موجود شدند.

## وزیر بهداشت، درمان و آموزش پزشکی

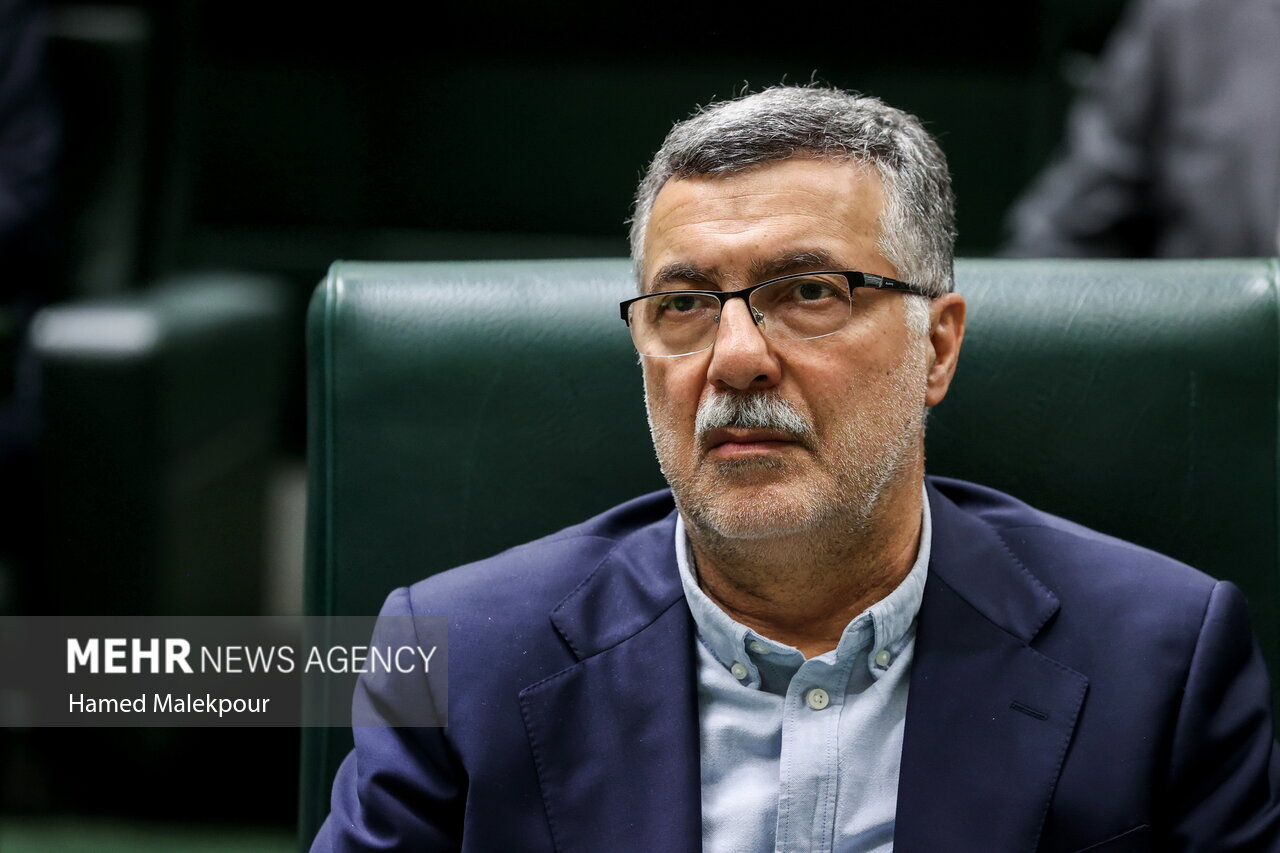
ظفرقندی در جلسات رأی اعتماد به وزیران پیشنهادی مسعود پزشکیان در مرداد ۱۴۰۳

ظفرقندی در ۲۱ مرداد ۱۴۰۳ به عنوان وزیر بهداشت، درمان و آموزش پزشکی به مجلس معرفی شد. او در دوران انتقالی کابینه پزشکیان به عنوان عضو شورای راهبردی کارگروه انتخاب وزیر بهداشت، درمان و آموزش پزشکی در دولت چهاردهم فعالیت می‌کرد. ظفرقندی با ۱۶۳ رأی موافق به عنوان وزیر بهداشت، درمان و آموزش پزشکی دولت چهاردهم انتخاب شد.

## فعالیت‌های اجرایی

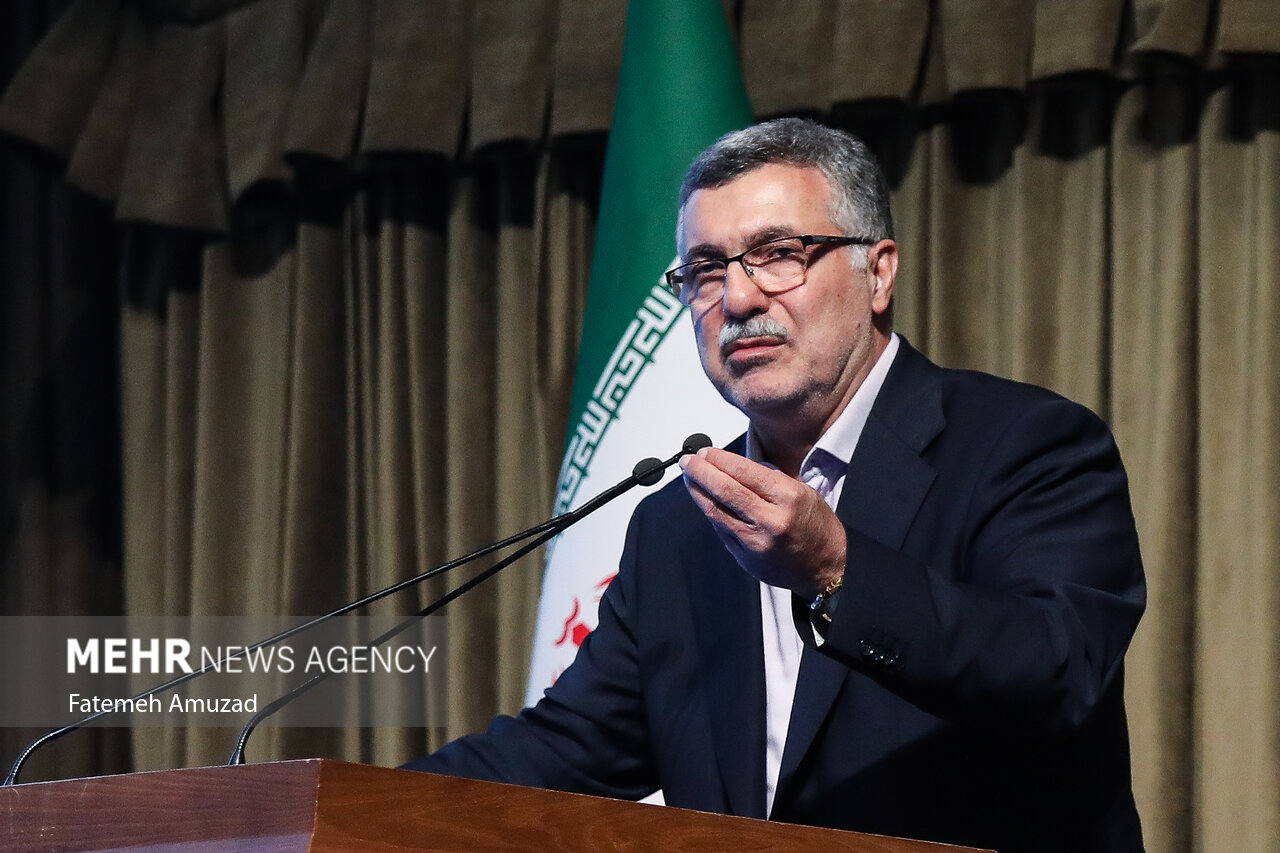
ظفرقندی در مراسم بزرگداشت روز پزشک، ۱۴۰۳

- عضو هیئت امنای مرکز ملی تحقیقات علوم پزشکی ۱۳۷۸
- عضو شورای عالی سازمان بیمه خدمات درمانی ۱۳۷۹
- رئیس دانشگاه علوم پزشکی تهران ۱۳۷۶–۱۳۸۴[۱۷][۱۸]
- رئیس کل سازمان نظام پزشکی ایران (دو دوره) ۱۳۷۹–۱۳۸۳ / ۱۳۹۷–۱۴۰۰
- رئیس مرکز تحقیقات تروما و جراحی سینا ۱۳۹۲ تا کنون
- رئیس شورای عالی نظام پزشکی ۱۳۹۶–۱۳۹۷
- رئیس انجمن جراحان عروق ایران ۱۳۹۸ تا کنون
- رئیس انجمن علمی ترومای ایران ۱۳۹۶–۱۴۰۰
- وزیر بهداشت درمان و آموزش پزشکی ۱۴۰۳ – تاکنون

## طرح‌ها و افتخارات و جوایز
- تأسیس بخش جراحی عروق و تروما بیمارستان سینا، دانشگاه علوم پزشکی تهران ۱۳۷۳
- راه اندازی دوره فلوشیپ جراحی عروق در دانشگاه علوم پزشکی تهران ۱۳۷۵
- درمان سودوآنوریسم آئورت نزولی به روش اندو-وسکولار برای اولین بار در کشور
- رتبه سوم گروه علوم بالینی ـ جراحی نهمین جشنواره تحقیقاتی علوم پزشکی رازی[۱۹]
- جایزه استاد یلدا (استاد برجسته علوم پزشکی) ۱۳۹۳